# Marius Müller
Marius Müller (Heppenheim, 12 de julho de 1993) é um futebolista profissional alemão que atua como goleiro pelo Wolfsburg.